# Chronologie du droit relatif à la contraception et à l'avortement en France
Pour un article plus général, voir Contraception en France.
La chronologie du droit relatif au droit à la contraception et à l'avortement en France s'étale sur plusieurs siècles.

## XIXesiècle
- 1810 : selon l'article 317 du code pénal, l'avortement est un crime passible de la cour d'assises (réclusion d'un an à cinq ans aussi bien la femme qui avorte que le tiers avorteur)[1]. Le praticien opérant l'avortement peut également se voir punir d'une amende et d'une interdiction d'exercer d'au moins cinq ans[2].

## XXesiècle
- 24 novembre 1909 : la loi Engerand institue un congé de maternité d'une durée de huit semaines, avant et après l'accouchement, sans rémunération mais sans rupture du contrat de travail[3].
- 12 juin 1913 : la loi Strauss accorde un congé de maternité de quatre semaines après l'accouchement, avec une faible indemnité journalière[3].
- 31 juillet 1920 : dans le contexte de la politique nataliste à la suite de la Première Guerre mondiale, la loi réprime fortement l'avortement (défini comme un crime) et interdit la propagande pour les méthodes anticonceptionnelles[4].
- 27 mars 1923 : le code pénal fait de l'avortement un délit, afin de mieux poursuivre les avorteurs et avortées devant les cours d'assises[5].
- 1928 : institution de l'assurance-maternité, qui indemnise la moitié de la perte de salaire. Le congé maternité est porté à 12 semaines.
- 29 juillet 1939 : le code de la famille accroît la répression de l'avortement. Une prime à la première naissance est créée. Arrestation de Madeleine Pelletier, une féministe qui défend le droit à l'avortement[6].
- 15 février 1942 : la loi considère l'avortement comme un crime contre l'État français, passible de la peine de mort[7].
- 30 juillet 1943 : Marie-Louise Giraud est guillotinée pour avoir pratiqué des avortements.
- 13 août 1943 : Désiré Pioge, hongreur dans la Sarthe, est condamné à mort pour avoir pratiqué des avortements. Sa demande de grâce rejetée, il est guillotiné le 22 octobre 1943[8].
- 1955 : l'avortement thérapeutique est autorisé. Mise au point de la pilule anticonceptionnelle aux États-Unis[9]. En France, second procès de l'affaire Bac.
- 1956 : fondation de la « Maternité heureuse », qui devient le Mouvement français pour le planning familial (MFPF) quatre ans plus tard.
- 28 décembre 1967 : la loi Neuwirth autorise la vente des produits contraceptifs mais encadre la publicité. Jusqu'à 21 ans (la majorité légale), une autorisation parentale est nécessaire pour la délivrance de la pilule. La loi n'est toutefois appliquée qu'à partir de 1972 (date des derniers décrets d'application) à cause de nombreux freins de l'administration[10].
- 1969 : création de l'association nationale pour l'étude de l'avortement.
- 1970 : alors que se diffuse la méthode de Karman rendant l'avortement moins dangereux, proposition de loi Peyret (député gaulliste, président de la Commission des affaires sociales de l'Assemblée nationale) prévoyant un assouplissement des conditions de l'avortement thérapeutique.
- 5 avril 1971 : publication dans l'hebdomadaire Le Nouvel Observateur du « manifeste des 343 » -aussi appelé, mais pas par les initiatrices, manifeste des 343 salopes- dans lequel 343 femmes (des personnalités du spectacle, de la littérature et de la politique) déclarent avoir avorté. Aucune poursuite n'est engagée par le gouvernement Messmer.
- juillet 1971 : création de l'association Choisir, par Gisèle Halimi et Simone de Beauvoir, pour défendre les personnes accusées d'avortement.
- 20 novembre 1971 : plus de 40 000 femmes manifestent à Paris pour le droit à l'avortement
- octobre 1972 : procès de Bobigny, l'avocate Gisèle Halimi fait acquitter une personne de 17 ans qui a avorté à la suite d'un viol.
- 5 février 1973 : publication à l'initiative du Groupe d'information santé du manifeste de 331 médecins qui revendiquent dans le Nouvel Observateur avoir pratiqué des avortements.
- avril 1973 : fondation du Mouvement pour la liberté de l'avortement et de la contraception (MLAC)[11].
- 28 juin 1974 : l'Assemblée nationale vote le projet de Simone Veil ministre de la Santé, qui libéralise totalement la contraception. La Sécurité sociale rembourse la pilule. Les mineures ont droit à l'anonymat.
- 26-29 novembre 1974 : débat houleux à l'Assemblée nationale sur le projet de Simone Veil, d'autoriser l'interruption volontaire de grossesse (IVG)[12].

- 17 janvier 1975 : promulgation de la loi Veil, mise en place pour une période de cinq ans.
- 30 novembre 1979 : la loi Veil est reconduite définitivement.
- 31 décembre 1982 : la loi Roudy permet le remboursement de l'IVG par la Sécurité sociale[13].
- 27 janvier 1993 : la loi Neiertz crée le délit d'entrave à l'IVG en réaction aux commandos anti-IVG[14].
- 1er mars 1994 : entrée en vigueur du nouveau code pénal dépénalisant l'avortement (lois promulguées le 22 juillet 1992).

## XXIesiècle
- 2001 : la stérilisation, depuis longtemps interdite en France, est autorisée par modification du code pénal, la loi no 2001-588 du 4 juillet 2001-art.26 JORF 7 juillet 2001[15].
- mars 2001 : dans les collèges et les lycées, les infirmières scolaires sont autorisées à délivrer la pilule du lendemain (Norlevo).
- 4 juillet 2001 : la loi Aubry porte de 10 à 12 semaines maximum de grossesse le délai légal de l'IVG et supprime l'autorisation parentale pour les mineures.
- 9 janvier 2002 : décret no 2002-39, qui oblige les pharmaciens à distribuer gratuitement la pilule du lendemain aux mineures[16].
- décembre 2003 : après une vive polémique, le gouvernement Raffarin repousse la proposition du député UMP Jean-Paul Garraud, instituant un délit d'interruption involontaire de grossesse. Cet amendement visait à créer un délit d'homicide involontaire pour un médecin ayant entraîné la mort d'un enfant à naître sans le consentement de la mère, en prévoyant une peine d’un an d’emprisonnement et de 15 000 euros d’amende en cas d’interruption de grossesse causée « par maladresse, imprudence, inattention, négligence ou manquement à une obligation de sécurité ou de prudence »[17].
- juillet 2004 : l'IVG médicamenteuse est autorisée chez les gynécologues et certains médecins généralistes pour les grossesses inférieures à cinq semaines.
- 21 juillet 2009 : La loi HPST dite aussi loi Bachelot permet la délivrance par les pharmaciens de produits contraceptifs avec une ordonnance légèrement dépassée de date.
- 17 décembre 2012 : le financement de la sécurité sociale prévoit une prise en charge à 100 % des IVG par l'assurance maladie.
- 4 aout 2014 : la loi pour l'égalité réelle entre les femmes et les hommes remplace les mots « [femme] en situation de détresse » issus de loi Veil de 1975 par « [femme] qui ne souhaite pas poursuivre sa grossesse ».
- 8 avril 2015 : suppression du délai de réflexion de sept jours
- 1er décembre 2016 : adoption de la loi contre le délit d'entrave numérique à l'IVG.
- 2 juin 2016 : le décret n° 2016-743  (Journal officiel du 5 juin 2016) a élargi les compétences des sages-femmes en matière d'IVG par voie médicamenteuse
- 2 mars 2022 : loi allongeant de 12 à 14 semaines le délai de recours à l'interruption volontaire de grossesse ; la compétence de la pratique des IVG chirurgicales est étendue aux sages-femmes dans les hôpitaux ;  le principe de la clause de conscience spécifique à l’IVG applicable aux médecins et aux sages-femmes est maintenu[18].
- 8 mars 2024 : la France inscrit la liberté de recourir à l'avortement dans sa Constitution[19],[20].

### Sites internet
- [PDF] Anne Cova, « Généalogie d'une conquête : maternité et droits des femmes en France (fin XIXe – XXe siècle) », article publié dans Travail, Genre et Sociétés, 3/2000, p. 139-159
- Mouvement français pour le planning familial, « Histoire des femmes, La législation de l'avortement »